# オタイ

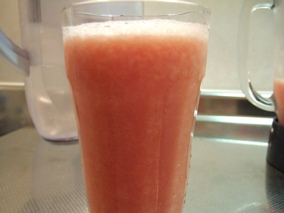
オタイ

オタイ（'otai）は、西ポリネシア発祥のフルーツジュースである。通常は大量の食事の際、付け合わせとして飲まれる。
オタイはトンガ料理と関連が深い飲料だが、ウベア・サモア・フツナ・トケラウ・ハワイ・フィジーなど他の南太平洋諸島においても飲まれている。1890年代のヨーロッパ系植民者によって記録された元来のサモアのオタイは、おろしたタマゴノキの果実（サモア語とトンガ語でvi、ハワイ語でwiと呼ばれる）と未熟なココナッツ果実、ココナッツミルクココナッツジュースを混ぜて作られていた 。上記の混ぜられたものは、飲み物として提供される前に冷ますため、大きな空のココナッツの殻に入れられてヤシ殻で閉じられた。
今日最も有名なトンガにおける製法は、水、細かく切り刻んだココナッツ果肉にスイカやマンゴー、パイナップルといったトロピカルフルーツを混ぜたものであり、中でもスイカがトンガ諸島で最も用いられる。砂糖は通常味を整えるために加えられる。トンガの歴史家は、牛乳、精製砂糖、スイカ、マンゴー、パイナップルといったトンガ原産ではない外来の材料が使用されている現代トンガにおけるオタイは、伝統的なポリネシアにおけるオタイを現代風にしたものであると考えている。元来のトンガにおける製法は前述したサモアにおける製法と、タマゴノキよりもフェキカと呼ばれるトンガンマウンテンアップルが好まれる点を除いては同じであると言われている。